# 劉建華 (豫劇演員)
劉建華（1977年—），台灣歌仔戲、豫劇演員，工生行，逢甲大學會計學系學士、國立臺南大學戲劇創作與應用學系碩士。目前為臺灣豫劇團生行演員，國立高雄師範大學兼任助理教授，奇巧劇團戲曲指導、導演、主要演員。

## 生平
生長於左營眷村的戲曲世家，她的母親王海玲是豫劇演員。8歲時，參與飛馬豫劇隊（現為臺灣豫劇團）學生班甄選，在王海玲阻止下，與豫劇擦身而過。就讀高雄女中期間，加入歌仔戲社團，後創辦豫劇社。
劉建華仍不放棄成為戲曲演員的機會。23歲時，在妹妹劉建幗的鼓勵下，放棄會計師事務所的工作，於2001年考入楊麗花歌仔戲團第四期，以藝生身分隨楊麗花、陳亞蘭學習歌仔戲，於《唐伯虎點秋香》飾演唐伯虎，並參與電視歌仔戲 《君臣情深》等演出。其後，劉建華與劉建幗以推廣傳統戲曲的初衷，以兩人的小名「小奇」、「小巧」為名，在2004年創立奇巧劇團，力求「文本現代化、表演生活化、音樂多元化」和劇種與音樂的混融雜糅。
在母親王海玲的建議下，2005年劉建華考入國光劇團豫劇隊，與朱海珊學習豫劇。2007年首次擔綱主角，於年度大戲《慈禧與珍妃》飾演光緒皇帝；其後擔綱多齣戲的主角。
她致力於劇場工作，亦長期投入推廣和教學。包括專業演出的身段設計指導，向下扎根的校園推廣，以及各文化單位的座談講座。2019年，與歌仔戲演員李郁真一同開設Youtube頻道奇真藝寶，持續推廣戲曲。

## 外部連結
- YouTube上的奇真藝寶頻道